# Железнодорожний
Вижте пояснителната страница за други значения на Железнодорожний.
Железнодоро̀жний (на руски: Железнодорожный) е бивш град (до 22 януари 2015 г.) на областно подчинение в Московска област, Русия. До 1939 година е носил името Обираловка. От януари 2015 г. влиза в състава на град Балашиха.

## География
Разположен е на железопътна гара по линията Москва – Нижни Новгород на 21 км източно от столицата Москва. Населението на града е 146 251 души (1 януари 2014).
В града има активно жилищно строителство. В него е разположен военният комисариат на Московска област.

## История
Първите данни за населени места в чертите на съвременния град се отнасят към 1573 г. – за с. Кучино на река Пехорка, 1623 г. – за село Савино Спаское, 1766 г. – за Обираловка. Строителството на Нижегородската железопътна линия през 1852 – 1862 г. дава тласък за възникване на промишлени предприятия и нови селища. Към онова време се отнася и строежът на Кучинските тухлени заводи. През 1861 г. се построява гарата, а през 1877 г. вече има и пригарови постройки. В селището героинята на Лев Толстой Анна Каренина се самоубива, като се хвърля под преминаващ влак.
През 1904 г. е създаден първият в Европа и вторият в света аеродинамически институт. Научната работа в института се води от видния учен Николай Жуковски, създател на съвременната аеродинамика. На територията на своето подмосковско имение в Кучино Д. Рябушински построява по проект на Е. Есипов и Е. Радзиевски 2-етажна главна сграда и 4-ъгълна кула с височина около 20 метра, машинна зала с парна машина, работилници, помещение за измервателните уреди и жилищни постройки. През 1906 г. Н. Жуковски напуска заради разногласия в института, но изследванията продължават. През 1911 г. се строи хидродинамична лаборатория.
След революцията всички предприятия и търговски заведения се национализират. През 1918 г. се пренасят всички уреди в Москва. През 1934 г. на базата на хидродинамичната лаборатория се създава Всесъюзен институт по водоснабдяване, канализация и хидротехнически съоръжения. На специален полигон в руслото на река Пехорка се изпитвали всички големи хидровъзли на страната.
През 1929 г. административно се обединяват селищата Обираловка, Афанасиево-Олгинско, Ивановка. Образуван е единен Обираловски селищен съвет на Ретуевски район. През 1930-те години Кучино се развива като промишлен център за строителни материали. Всички тухлени заводи се обединяват. През 1935 г. селището на Кучинския тухлен завод и село Кучино се обединяват, получавайки статут на селище от градски тип. Важно значение за всички селища, дали основата на бъдещия град, е електрифицирането на участъка на железопътната линия до Обираловка. През 1932 г. се създава локомотивно депо, а на 8 март 1933 г. отпътува първият електрически влак от Обираловка до Москва. На 17 ноември 1939 г. селището получава статут на работническо селище от градски тип в състава на Ретуевски район и е преименувано на Железнодорожний.
През 1941 г. мирният живот е прекъснат от нападението на фашистка Германия. В първите месеци на Втората световна война Савинската фабрика изпраща около 600 души на фронта. Във фабриката започва да се произвежда продукция с отбранително значение. В Кучино се помещава военна болница. От доброволци, жители на района, се сформира 25-и батальон на народното опълчение. В памет на загиналите в годините на световна война жители на града в различни части на града и в селището Купавна се поставят паметници и обелиски.
В следвоенните години икономиката се попълва с нови отрасли. През 1946 г. се създава научноизследователски институт по керамика с опитен завод към него. През 1952 г. е построен завод за керамични блокове. На основата на дърводелските работилници в района се създава дървообработващ комбинат №6.
На 7 август 1952 г. Железнодорожний става град в състава на Балашихинския район. През септември 1960 г. в очертанията на града влиза и селището Савино, част от работническото селище при Керамичния завод, селището Локомотив и село Темниково. От 10 декември 1960 г. придобива статут на град от областно значение.
На 25 декември 2014 година Московската областна дума одобрява внесения от губернатор на Московска област закон за обединяване на градовете на областно подчинение Балашиха и Железнодорожний в град с наименование Балашиха. Законът влиза в сила от 22 януари 2015 г.